# Restenässkolan

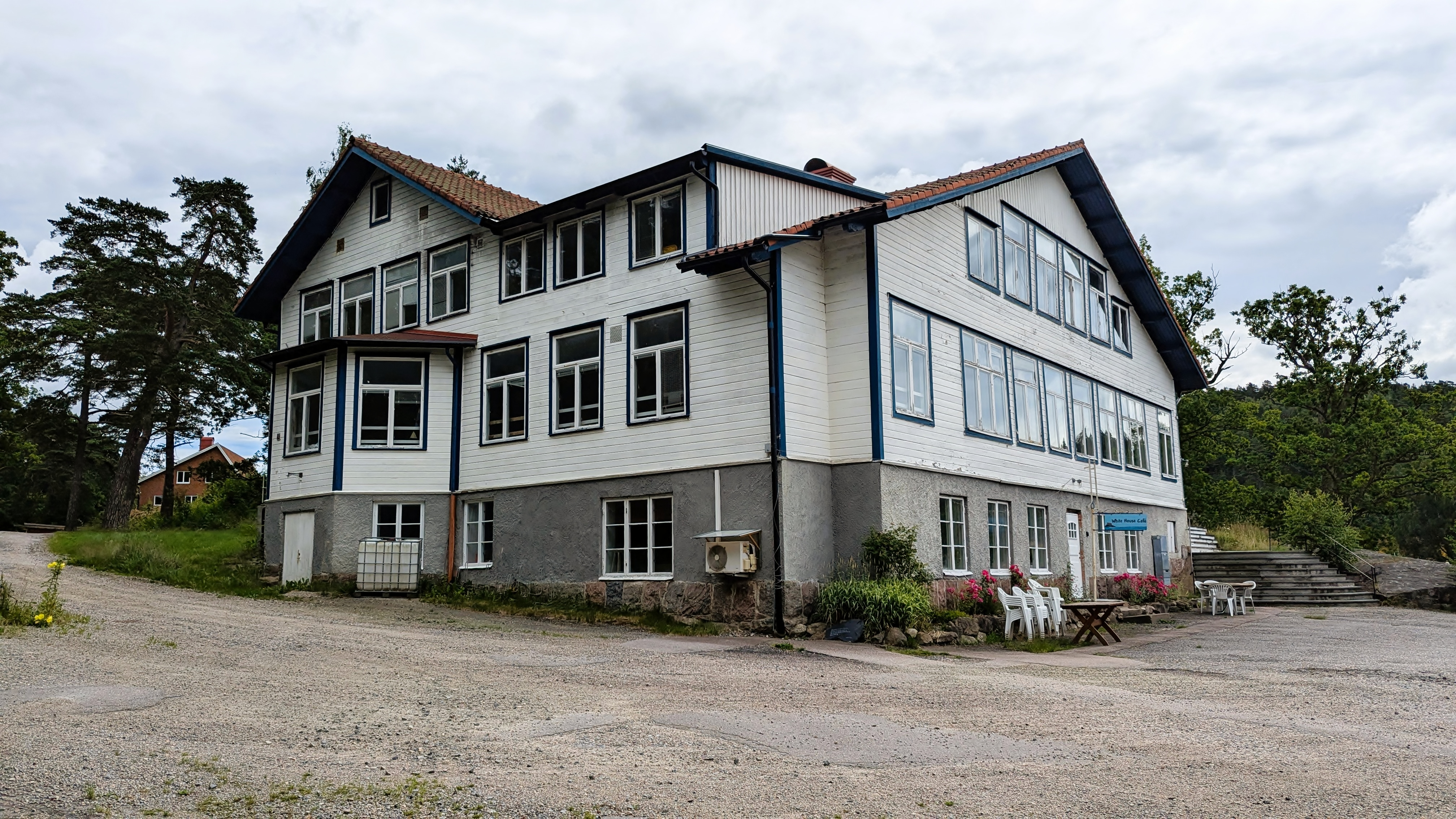
Före detta officersmässen i Backamo flyttad till Restenäs i början på 1900-talet.

Restenässkolan var en internatskola nära  Ljungskile i Bohuslän som var i drift 1944–1980. Skolan hade realskola/högstadium och från 1967 även gymnasieprogram och drevs av en stiftelse stödd av Evangeliska fosterlandsstiftelsen, Bibeltrogna Vänner och Svenska Alliansmissionen.
Sedan 1980 är den internationella missionsorganisationen Ungdom med Uppgift ägare till skolanläggningen och bedriver bland annat lärjungaskola och missionärsutbildning på platsen.

## Historik

### Tillkomst och uppbyggnad
Skolans grundare och huvudman var Rästenässtiftelsen, bildad 1935, med syfte ”att på evangelisk-luthersk grund bedriva kristlig skol- och ungdomsverksamhet”. Stiftelsen köpte in en lantegendom nära Fräknefjorden där man inledningsvis sommartid bedrev pensionatsverksamhet och bibelkurser.
Hösten 1944 startades Restenässkolan som internatläroverk organiserat som treårig realskola och fyraårigt gymnasium med latin- och reallinje. Skolans syfte om kristlig grund tillgodosågs genom att anställa lärare med en personlig kristen livssyn, samt konfessionella inslag som till exempel morgonböner och gudstjänstbesök.
Vid invigningen i september 1944 talade bland annat missionsföreståndaren Nils Dahlberg som yttrade "– Jag hoppas Restenässkolan inte bara blir en idyll för de unga utan att den också måste bjuda kamp under sökandet efter sanningen. Det skall inte bli en pessimismens hemvist utan en glädjens högborg. Ty kristendomen är varken glädjedödande eller glädjelös". Skolans inspektor professor Hugo Odeberg uttalade förhoppningen att "Den kristna miljön i skolan skall skapa en god fostran. Måtte Gud stå bakom skolan och sprida välsignelse över verket."
Efter att under de första åren ha haft cirka 80 elevplatser genomfördes 1946–1947 en utbyggnad samtidigt som realskolan omorganiserades till fyraårig, medan gymnasiedelen avvecklades. År 1949 ställdes skolan under dåvarande Skolöverstyrelsen överinseende, vilket var ett villkor för att eleverna skulle få statliga studiebidrag.
Goda studieresultat hos skolans elever medförde ett ökat intresse för undervisningen och en ökad tillströmning av elever. Utbyggnader gjordes så att man läsåret 1953–1954 kunde ta emot 121 elever. Från 1952 fick Restenässkolan kommunalt anslag och året därpå även av landstinget, då också statsbidrag började utbetalas. Skolans verksamhet fortsatte att expandera och 1960 hade antalet internatelever stigit till 158 vartill kom 19 dagelever.

### Övergång från realskola till enhetsskola
Övergång från realskola till enhetsskola med högstadium, med en formell start i riksdagsbeslut 1962, påbörjades på Restenässkolan 1968. Nationellt innebar denna förändring att högstadier växte fram i många kommuner. Elever som tidigare varit hänvisade till att bo inackorderade i en centralort för att gå i realskola kunde nu i större omfattning få pre-gymnasial utbildning i hemorten. Detta minskade generellt elevunderlaget för Restenässkolan, som med sin internat-realskola varit ett alternativ till inackordering i en centralort för elever från glesbygd .
Det kan också nämnas att målgruppen "barn och ungdomar med utlandssvenska föräldrar, som var i behov av miljöbyte eller var från glesbygd och icke kunde beredas tillfredsställande inackordering" från och med 1970 bereddes plats på tre stycken riksinternatskolor som fick ett särskilt statligt stöd enligt skollagen. Restenässkolan kom inte i åtnjutande av denna stödform.
Övergången från realskola till högstadium på Restenässkolan slutfördes vårterminen 1971 då realexamen avlades sista gången, efter att ha avlagts sedan 1951.

### Utvidgning med gymnasium
1967 utvidgades skolan med gymnasium med en unik utformning. Läsåret delades in i sex läsperioder, där varje läsperiod bestod av två veckor med lärarledd undervisning och fyra veckor med självstudier. Självstudier underlättades genom att undervisningsmaterial från Hermods korrespondensinstitut användes. Fyra till fem ämnen studerades samtidigt och tenterades av efter hand. Genom att läsperiodernas förläggning varvades mellan tre årskullar kunde i princip undervisningen bedrivas med en tredjedels insats av lärare och lokaler, även om viss kompletterande undervisning och stöd gavs under självstudieperioderna. Eleverna kunde välja att bo på internatet under kursperioderna eller hela terminen.
Efter införandet av den nya gymnasieformen 1967 fortsatte expansionen, och skolan hade då 185 internatelever och 69 dagelever. 

### Minskande elevantal och nedläggning
Under 1970-talet nödvändiggjorde kostnadsökningar för bland annat elevhemspersonal högre elevavgifter, vilket i sin tur minskade tillströmningen av elever och medförde en allt svårare ekonomisk situation för skolan. Detta ledde till att gymnasiet och internatdelen av skolverksamheten avslutades vårterminen 1980.
Hela skolanläggningen såldes då till den internationella missionsorganisationen Ungdom med Uppgift som därefter bedrivit bland annat lärjungaskola och missionärsutbildning på platsen.
Högstadiedelen av skolan drevs vidare av Uddevalla kommun fram till 1987 som en filial till Sommarhemsskolan i Uddevalla, med elever framförallt från södra delen av kommunen.

### Rektorer
Förteckningen baseras på Börje Svalins "Kort översikt över Restenässkolans historia".
- 1944–1945 Nils Rodén
- 1945–1946 Bengt Hemberg
- 1946–1975 Börje Svalin
- 1975–1978 Ingvar Sjunnesson
- 1978–1980 Torsten Andersson